# Sand Ridge
Sand Ridge és una concentració de població designada pel cens dels Estats Units a l'estat de Nova York. Segons el cens del 2000 tenia 906 habitants.

## Demografia
Segons el cens del 2000, Sand Ridge tenia 906 habitants, 349 habitatges, i 242 famílies. La densitat de població era de 144,5 habitants per km².
Dels 349 habitatges en un 37,8% hi vivien nens de menys de 18 anys, en un 51,3% hi vivien parelles casades, en un 12% dones solteres, i en un 30,4% no eren unitats familiars. En el 26,1% dels habitatges hi vivien persones soles el 7,4% de les quals corresponia a persones de 65 anys o més que vivien soles. El nombre mitjà de persones vivint en cada habitatge era de 2,6 i el nombre mitjà de persones que vivien en cada família era de 3,1.
Per edats la població es repartia de la següent manera: un 27,7% tenia menys de 18 anys, un 9,3% entre 18 i 24, un 31,5% entre 25 i 44, un 23,8% de 45 a 60 i un 7,7% 65 anys o més.
L'edat mediana era de 35 anys. Per cada 100 dones de 18 o més anys hi havia 100,9 homes.
La renda mediana per habitatge era de 34.732 $ i la renda mediana per família de 43.750 $. Els homes tenien una renda mediana de 33.750 $ mentre que les dones 29.875 $. La renda per capita de la població era de 16.893 $. Entorn del 7,7% de les famílies i el 7,3% de la població estaven per davall del llindar de pobresa.